# Aloe wilsonii
Aloe wilsonii ist eine Pflanzenart der Gattung der Aloen in der Unterfamilie der Affodillgewächse (Asphodeloideae). Das Artepitheton wilsonii ehrt den britischen Landwirtschaftsbeamten und Ökologen John G. Wilson (* 1927).

## Beschreibung

### Vegetative Merkmale
Aloe wilsonii wächst stammbildend, ist einfach oder bildet kleine Gruppen. Der in der Regel kurze Stamm ist niederliegend und erreicht gelegentlich eine Länge von bis zu 80 Zentimetern und ist 6 Zentimeter dick. Die etwa 24 lanzettlich verschmälerten Laubblätter bilden eine dichte Rosette. Die tiefgrüne, gelblich überhauchte, leicht glänzende Blattspreite ist bis zu 25 Zentimeter lang und 9 Zentimeter breit. Auf der Blattunterseite befinden sich manchmal wenige gedrängte weiße Flecken. Die stechenden, rötlichen Zähne am hellbraunen, hornigen Blattrand sind etwa 3 bis 4 Millimeter lang und stehen 10 Millimeter voneinander entfernt. Der gelbe Blattsaft trocknet bräunlich.

### Blütenstände und Blüten
Der Blütenstand weist etwa acht Zweige auf und erreicht eine Länge von 50 bis 60 Zentimeter. Die lockeren, zylindrisch spitz zulaufenden Trauben sind 15 bis 18 Zentimeter lang und 5 bis 6 Zentimeter breit. Die eiförmig spitz zulaufenden Brakteen weisen eine Länge von 5 Millimeter auf und sind 3 Millimeter breit. Die trüb scharlachroten, bereiften Blüten stehen an 15 Millimeter langen Blütenstielen. Sie sind 28 Millimeter lang und an ihrer Basis kurz verschmälert. Auf Höhe des Fruchtknotens weisen die Blüten einen Durchmesser von 7 Millimeter auf. Darüber sind sie sehr leicht verengt und schließlich zur Mündung hin leicht erweitert. Ihre äußeren Perigonblätter sind auf einer Länge von 14 Millimetern nicht miteinander verwachsen. Die Staubblätter und der Griffel ragen 1 bis 2 Millimeter aus der Blüte heraus.

### Genetik
Die Chromosomenzahl beträgt {\displaystyle 2n=14}.

## Systematik und Verbreitung
Aloe wilsonii ist an der nördlichen Grenze zwischen Kenia und Uganda auf den felsigen Hängen von isolierten Hügeln in Höhen von über 1525 bis 3000 Metern verbreitet.
Die Erstbeschreibung durch Gilbert Westacott Reynolds wurde 1956 veröffentlicht.

## Nachweise